# Marty Moates
Christopher Martin Moates, més conegut com a Marty Moates   (San Diego, 10 de desembre de 1956 - Carlsbad, 7 de desembre de 2006) fou un pilot de motocròs i empresari estatunidenc. El 22 de juny de 1980 guanyà el Gran Premi dels Estats Units de 500cc, essent així el primer nord-americà a vèncer en aquella prova puntuable per al Campionat del Món.

## Resum biogràfic
Moates va destacar a les curses de motocròs i supercross dels EUA a mitjan anys 70, pilotant una OSSA Phantom. La tardor de 1976 fou descobert per periodistes de la revista barcelonina Solo Moto, que eren de gira pels EUA seguint la Trans-AMA. Un cop a Catalunya aquells periodistes convenceren els amos d'OSSA de la vàlua del pilot, i l'empresa fitxà oficialment Moates.
El mes d'abril de 1977, Moates va debutar al Campionat del Món de motocròs de 250 cc corrent el primer Gran Premi de la temporada, celebrat al Circuit del Vallès, i acabà la temporada al 19è lloc final. El 1980, amb una Yamaha privada va guanyar el Gran Premi dels EUA de motocròs de 500 cc, disputat al circuit de Carlsbad, i acabà tretzè al Campionat del Món. La seva victòria fou un punt d'inflexió: Fins aleshores aquesta prova sempre havia estat guanyada per pilots europeus, però a partir d'aquell moment cap europeu no va tornar a fer-ho fins que es va deixar de disputar, l'any 1986. «Mai no vaig pensar que tenia cap oportunitat de guanyar. Jo només confiava a acabar entre els cinc primers. Guanyar em va sorprendre tant com a tothom», va dir Moates després del seu triomf.
Moates es va retirar de la competició professional el 1984, però va romandre en contacte amb el món de les curses. Als anys 90 esdevingué copropietari i vicepresident de l'empresa de roba esportiva i accessoris per a motociclisme No Fear, amb seu a Carlsbad, que creà amb els seus antics companys de curses Brian i Mark Simo. També va ser president de FMF International, la divisió tèxtil de l'empresa de motocròs FMF, que va crear una línia de roba i accessoris per a motocròs conjuntament amb No Fear.
Marty Moates es va suïcidar el desembre de 2006, a 49 anys, tot disparant-se un tret al cap. Al seu moment es va dir que patia forts dolors a causa d'antigues lesions sofertes durant la seva carrera esportiva.